# DVD-RAM

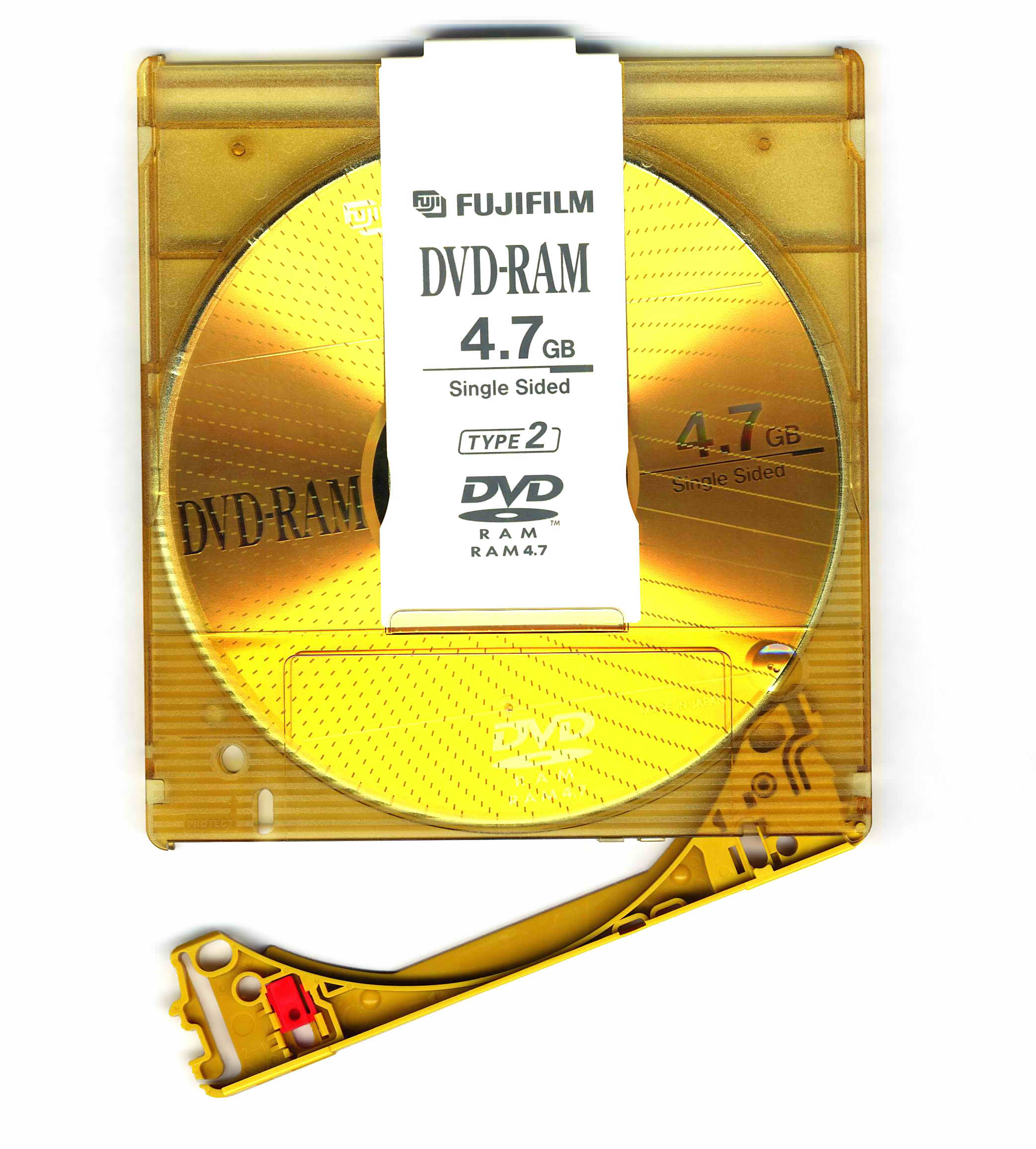
DVD RAM typu 2

postup vyjmutí DVD disku z cartridge: 1. zmáčknout a vylomit zajišťovací kolík, 2. otevřít ochranu proti zápisu, 3. zmáčknout zajištění proti otevření 4. vysunout spodní část cartridge.

DVD-RAM (DVD–Random Access Memory) je digitální optický datový nosič. Je to jeden z typů DVD disku. DVD-RAM je libovolně přepisovatelné médium (lze přepsat 100 000krát u třírychlostních a 10 000krát u pětirychlostních) a dá se s ním pracovat stejným způsobem jako s pevným diskem.
Formát DVD-RAM je koncipován jako přepisovatelný, proto se nesetkáme s pouze zapisovatelnou podobou. Na rozdíl od ostatních formátů je DVD-RAM uložen v ochranném pouzdře. Podle toho, zda je možné disk z pouzdra vyjmout a dále podle tvaru pouzdra se rozděluje na různé typy, přičemž těchto typů existuje celkem 9. Nejčastěji používaný je typ 1, který není možné z pouzdra vyjmout, dále potom typy 2 a 4, které je možné z pouzdra vyjmout. Rozdíl mezi typem 2 a 4 je v tom, že verze 4 je oboustranná. Kapacita disku je podobná jako u DVD-ROM - 4,58 GB (4,26 GiB).
Disky DVD-RAM je možné přečíst pouze v mechanikách DVD-RAM nebo v mechanikách DVD-ROM, na kterých je uvedeno, že dokáží číst média DVD-RAM. Hlavní nevýhoda této technologie tedy je výrazně nižší kompatibilita oproti jiným formátům.
Disky DVD-RAM je vhodné použít spíše k zálohování dat, nežli na uchovávání filmů. Jiná situace však nastává v okamžiku, kdy se domácnost rozhodne nahradit videorekordér. Potom se médium DVD-RAM stává ideálním nástupcem, protože možnost opakovaného zápisu je téměř neomezená.
Běžným omylem je, že DVD-RAM používá magnetooptickou technologii, neboť jak DVD-RAM, tak magnetooptická média mají spoustu obdélníčků (proužků) na povrchu. Nicméně DVD-RAM je čistě fázovo-přechodové médium jako CD-RW nebo DVD-RW.

## Konstrukce
DVD-RAM je jedna ze tří konkurenčních technologií pro přepisovatelná DVD. Jeho konkurenty jsou DVD-RW a DVD+RW. Technologie DVD-RAM poskytuje vynikající integritu a trvanlivost uchování údajů a ochranu proti jejich poškození díky řadě mechanismů a vlastností. Proto technologie DVD-RAM je některými vnímána jako lepší než ostatní DVD pro tradiční využití jako je ukládání dat a zvláště zálohování a archivace. Standardy Mount Rainier (paketový zápis) a SecurDisc pro DVD±RW (které lze také použít na DVD-RAM, CD-R, a CD-RW) poněkud snižují vnímanou výhodu DVD-RAM v kategorii integrity dat, ale ne v kategorii uchování dat a ochraně proti poškození.
Mechanika DVD-RAM je častěji instalována ve videokamerách a v set-top boxech než v počítačích, každopádně popularitu v těchto přístrojích lze vysvětlit jednoduchým zápisem a mazáním dat, což umožňuje rozsáhlé úpravy přímo v kameře.
Fyzická datová struktura DVD-RAM je podobná jako u disket a pevných disků, jelikož ukládá data v soustředných kruzích. K diskům DVD-RAM může být přistupováno jako k běžnému pevnému disku a většinou není potřeba k přístupu speciálního softwaru. Oproti tomu u disků DVD-RW a DVD+RW jsou data ukládána v jedné spirále a tyto disky vyžadují speciální software pro čtení a zápis dat na disk.

## Typy Cartridgí
| Size   | Holý disk    | Holý disk | Nesnímatelná cartridge | Nesnímatelná cartridge | Snímatelná cartridge | Snímatelná cartridge | Prázdná cartrigde/bez disku | Prázdná cartrigde/bez disku |
| Strany | jedna        | dvě       | jedna                  | dvě                    | jedna                | dvě                  | jedna                       | dvě                         |
| 12 cm  | ano (type 0) | žádná     | typ 1                  | typ 1                  | typ 2                | typ 4                | typ 3                       | typ 5                       |
| 8 cm   | ano (type 0) | žádná     | žádná                  | žádná                  | typ 7                | typ 6                | typ 9                       | typ 8                       |

## Specifikace
Od Internationale Funkausstellung Berlin 2003 je specifikace propagována skupinou RAMPRG (DVD-RAM Promotion Group, tj. Propagační skupinou pro DVD-RAM) a zařízení vyráběna společnostmi Hitachi, Toshiba, Maxell, LG Electronics, Matsushita/Panasonic, Samsung, Lite-On a Teac. Tato specifikace rozlišuje mezi:
- DVD-RAM verze 1.0, jednonásobná rychlost záznamu
- * Jednostranné jednovrstvé disky s kapacitou 2,58 GB
- * Oboustranné jednovrstvé disky s kapacitou 5,16 GB
- DVD-RAM verze 2.0, dvojnásobná rychlost záznamu
- * Jednostranné jednovrstvé disky s kapacitou 4,7 GB
- * Oboustranné jednovrstvé disky s kapacitou 9,4 GB
- DVD-RAM verze 2.1/Revize 1.0, trojnásobná rychlost záznamu
- DVD-RAM verze 2.2/Revize 2.0, pětinásobná rychlost záznamu
- DVD-RAM verze 2.3/Revize 3.0, max. šestinásobná rychlost záznamu
- DVD-RAM verze 2.4/Revize 4.0, max. osminásobná rychlost záznamu
- DVD-RAM verze 2.5/Revize 5.0, max. dvanáctinásobná rychlost záznamu
- DVD-RAM verze 2.6/Revize 6.0, max. šestnáctinásobná rychlost záznamu

Také existují fyzicky menší, v průměru 80 milimetrové DVD-RAM disky s kapacitou 1,46 GB pro jednostranný disk a 2,8 GB pro oboustranný disk, ale jsou poměrně neobvyklé.
Disky DVD-RAM byly původně prodávány v tvrdých krabičkách, novější DVD rekordéry mohou pracovat jak s cartridge tak bez ní a mnoho zařízení cartridge nepodporuje vůbec. Disky lze vyjmout z cartridge pro použití s těmito zařízeními.

## Kompatibilita
Mnoho operačních systémů od Mac OS (Mac OS 8.6 přes Mac OS X), Linux a Microsoft Windows XP podporují přímé operace s DVD-RAM, zatímco dřívější verze Windows potřebují speciální ovladače zařízení.
Windows XP Home a Professional mohou zapisovat přímo pouze do disků DVD-RAM naformátovaných tabulkou FAT32. Pro disky naformátované ve standardu UDF, který je považován za rychlejší, je potřeba software třetí strany, který umí s tímto systémem souborů pracovat. Windows Vista a novější mohou nativně přistupovat a zapisovat DVD-RAM disky naformátované ve FAT32 i UDF. I když je možné použít libovolný systém souborů, jen málo z nich s DVD-RAM pracuje efektivně. Je to tím, že některé systémy souborů (FAT, NTFS) často přepisují s vlastními daty i tabulku obsahu, která je umístěna na začátku disku zatímco vlastní data leží jinde, takže hlava musí neustále přebíhat tam a zpět, což velmi zdržuje zápis. Také by mělo být bráno v potaz, že Windows Vista (a novější) implementují ochranu dat pomocí CPRM, a tudíž disky formátované pod Windows XP (a dřívějšími) mají potíže s kompatibilitou u novějších systémů od Windows Vista výše a naopak.
Mnoho samostatných DVD přehrávačů nepodporuje DVD-RAM. Nicméně v RAMPRG je několik známých výrobců DVD přehrávačů a videokamer, které podporují DVD-RAM. Například Panasonic má výběr přehrávačů, které plně využívají výhod DVD-RAM.

## Výhody
- Dlouhá životnost zapsaných dat – bez fyzického poškození vydrží přibližně 30 let.
- Lze přepsat více než 100 000krát (DVD±RW lze přepsat zhruba 1000krát). DVD-RAM umožňující vyšší rychlost zápisu mají menší počet přepsání (3rychlostní: 100 000, 5rychlostní: 10 000)
- Spolehlivé zapisování na disk. Ověřování zápisu se provádí přímo v hardwaru mechaniky, takže kontrola po vypalování není nutná.
- Velmi rychlý přístup k souborům na disku.
- Média dostupná s nebo bez cartridge lze použít v catridgi v mnoha zařízeních.
- V některých DVD přehrávačích lze na DVD-RAM současně zapisovat a číst z něj, což umožňuje sledovat jeden program a jiný zaznamenávat nebo zaznamenávat jeden program a sledovat jeho dřívější část (tzv. time shift recording - záznam s časovým posunem).
- Catridge mají ochranu proti zápisu pro zabránění nechtěnému přepsání dat.

## Nevýhody
- Vyšší cena.
- Nižší dostupnost médií. Menší popularita DVD-RAM způsobuje menší dostupnost médií v obchodech.
- Nedostupnost vysokorychlostních médií. 12rychlostní média nejsou dostupná v Evropě ani USA i přesto, že 12rychlostní přehrávače dostupné jsou. 16rychostní média pravděpodobně nebudou dostupná nikde kromě laboratoří výrobců pro výzkum a vývoj.
- Menší kompatibilita s optickými mechanikami oproti diskům DVD+RW a DVD-RW.